# Tiago Caballero
Tiago Isaías Caballero Fleytas (27 maggio 2005) è un calciatore paraguaiano, attaccante del Nacional.

## Carriera

### Club
Caballero è cresciuto nel settore giovanile del Nacional, con cui ha debuttato il 23 maggio 2023 nell'incontro di División Profesional perso 2-0 contro il Libertad. Ha segnato il suo primo gol il 29 agosto seguente, contro il Resistencia.

### Nazionale
Ha giocato nella nazionale paraguaiana Under-23.
Nel 2024 ha partecipato ai Giochi Olimpici di Parigi.
Nel 2025 ha realizzato una rete in 9 presenze nel campionato sudamericano Under-20.

## Statistiche

### Presenze e reti nei club
Statistiche aggiornate al 19 luglio 2024.
| Stagione        | Squadra         | Campionato      | Campionato | Campionato | Coppe nazionali | Coppe nazionali | Coppe nazionali | Coppe continentali | Coppe continentali | Coppe continentali | Altre coppe | Altre coppe | Altre coppe | Totale | Totale | Totale |
| Stagione        | Squadra         | Comp            | Pres       | Reti       | Comp            | Pres            | Reti            | Comp               | Pres               | Reti               | Comp        | Pres        | Reti        | Pres   | Reti   |        |
| --------------- | --------------- | --------------- | ---------- | ---------- | --------------- | --------------- | --------------- | ------------------ | ------------------ | ------------------ | ----------- | ----------- | ----------- | ------ | ------ | ------ |
| 2023            | Nacional        | PD              | 16         | 2          | CP              | 1               | 0               | CL                 | 0                  | 0                  |             | -           | -           | 17     | 2      |        |
| 2024            | Nacional        | PD              | 13         | 1          | CP              | 0               | 0               | CL+CS              | 3+3                | 0                  |             | -           | -           | 19     | 1      |        |
| Totale carriera | Totale carriera | Totale carriera | 29         | 3          |                 | 1               | 0               |                    | 6                  | 0                  |             | -           | -           | 36     | 3      |        |